# Оливия Поуп
Оливия Поуп (англ. Olivia Pope) — персонаж американского телесериала «Скандал». Роль Оливии исполняла актриса Керри Вашингтон начиная с пилотного эпизода, вышедшего 5 апреля 2012 года, по апрель 2018 года. Оливия Поуп является главной героиней сериала, созданного Шондой Раймс.
Оливия Поуп является антикризисным менеджером и бывшим руководителем пресс-центра Белого дома президента Фицджеральда Томаса Гранта-третьего, любовницей которого она является. Основное внимание в сериале уделяется работе Оливии и её команды с богатыми клиентами, которые часто связаны с Белым домом. Персонаж хорошо известен благодаря своему стилю, который привлек внимание журнала Vogue. Оливия Поуп может рассматриваться как икона стиля, так как такие уважаемые издания как 
Harper’s Bazaar и Glamour еженедельно анализируют её гардероб. Журнал Time называет её законодателем стильного образа в реальности, отмечая, что вещи и вино, которое она пьет, успешнее продаются в магазинах Crate & Barrel. Так как гардероб Оливии состоит из таких дорогих марок как Ferragamo, Burberry, Gucci, Armani, Prada, Valentino, Tory Burch и Michael Kors, ряд сайтов в 2013 году начали выпускать дешевые копии вещей персонажа.
Оливия Поуп стала предметом пародий в ряде комедийных шоу, таких как Saturday Night Live. В 2013 году журнал Time поместил Оливию на вторую позицию в своём списке одиннадцати самых влиятельных вымышленных персонажей года. Издание The Philadelphia Inquirer называет Оливию одним из сильнейших женских персонажей в прайм-тайм последних лет.

## История развития
Оливия Поуп является свободным изображением Джуди Смит, бывшего руководителя пресс-центра Джорджа Буша-старшего, а также самой Шонды Раймс. Смит ушла из Белого дома в начале девяностых и открыла частную фирму по устранению сложных проблем у богатых и влиятельных персон. По заявлениям самой Смит, её компания является закрытой и даже не имеет офиса или сайта в интернете, и она сама приходит к клиентам, а не они к ней. Раймс в ходе развития истории привнесла в Оливию часть Моники Левински, времен её скандала, возникшего по поводу её сексуальной связи с президентом Соединённых Штатов Биллом Клинтоном.
Роль Оливии Керри Вашингтон получила без фактического прослушивания, обойдя пятнадцать других актрис, в числе которых была Габриэль Юнион, которая не смогла получить роль, но в итоге привнесла часть опыта от работы с Шондой Раймс в свою роль в сериале «Быть Мэри Джейн». По замыслу Раймс, Оливия Поуп является антигероем, хотя и остальные основные персонажи сериала не относятся к положительным, так как либо являются убийцами, либо политическими мошенниками.

## Приём
Керри Вашингтон получила похвалу от критиков за исполнение роли Оливии, а также была номинирована на премию «Эмми» за лучшую женскую роль в драматическом телесериале, становясь фактически первой темнокожей актрисой за последние два десятилетия и седьмой в истории, номинированной в этой категории. Также актриса была отмечена номинациями на «Золотой глобус» за лучшую женскую роль в телевизионном сериале — драма и премию Гильдии актёров США за лучшую женскую роль в драматическом сериале.
Оливия Поуп привлекла значительное внимание критиков на волне успеха сериала. Так, критик из Boston Herald в 2012 году описал её как героя с самой сложной личной жизнью среди всех персонажей в прайм-тайм. Обозреватель журнала Slate сравнивал Оливию с Эдрианом Монком и Грегори Хаусом в плане их наглости и масштабов дел, однако в то же время эмоционально с героинями картин Роя Лихтенштейна, в частности Drowning Girl.